# Patrick Apataki
Patrick Apataki, né le 14 mai 1979 à Kinshasa, est un ancien footballeur congolais.

## Carrière
- 1999-2000 : DC Motema Pembe ( République démocratique du Congo)
- 2000-2001 : KSC Lokeren ( Belgique)
- 2001-2002 : Bursaspor
- 2002-2003 : Club sportif sfaxien ( Tunisie)
- 2003-2004 : Avenir sportif de La Marsa ( Tunisie)
- 2004-2005 : Racing Club de France Football ( France)
- 2005-2006 : Football Club de Rouen 1899 ( France)
- 2006-2007 : AmaZulu Football Club ( Afrique du Sud)
- 2007-2008 : Mamelodi Sundowns Football Club ( Afrique du Sud)
- 2008-2009 : Vita club
- 2009-2010 : Ajax Cape Town Football Club ( Afrique du Sud)
- 2011-201. : DC Motema Pembe ( République démocratique du Congo)

## Palmarès
- Championnat de République démocratique du Congo de football : 2000
- Coupe de la Ligue tunisienne de football : 2003